# Broniak
Broniak (Ząb) – część aktywna brony. Zęby bron są różnego kształtu oraz posiadają różny przekrój i długość. Od ich masy oraz długości i gęstości ustawienia zależy głębokość i skuteczność bronowania – im jest ich mniej i są rzadziej ustawione to brona pracuje głębiej i równiej, a jeśli jest ich więcej i są gęsto ustawione to brona pracuje płyciej.